# Черногърл кеклик
Черногърл кеклик (Alectoris philbyi) е вид птица от семейство Phasianidae.

## Разпространение
Видът е разпространен в Йемен и Саудитска Арабия.